# Karl Augustin (Politiker)

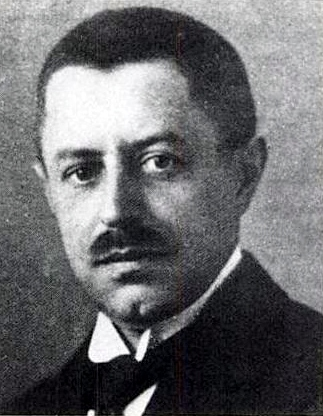
Karl Augustin Bezirksbürgermeister von Berlin-Wilmersdorf und Berlin-Charlottenburg

Karl Augustin (* 15. Oktober 1877 in Frankfurt (Oder); † 1974, auch Carl Augustin) war ein deutscher Landespolitiker der DVP. Er war Bezirksbürgermeister von Berlin-Wilmersdorf und Berlin-Charlottenburg.

## Leben
Augustin studierte in Leipzig, München, Berlin und Marburg Jura. 1898 legte der das Referendarexamen ab, 1903 die große juristische Staatsprüfung, 1904 wurde er Landesassessor und 1906 Landesrat im Regierungsbezirk Wiesbaden. Im Februar 1914 kam er als Stadtrat für das Armenwesen nach Charlottenburg. Im Ersten Weltkrieg befand er sich zunächst im Fronteinsatz, wurde 1916 verwundet und leitete dann in Charlottenburg die Lebensmittelversorgung und andere wichtige Dezernate. 1919 wurde sein einziger Sohn Carl-Friedrich Augustin geboren. Vom 1. April 1921 bis 1924 war Augustin Bürgermeister des Bezirks Wilmersdorf. Anfang Juli 1924 wählte ihn die Bezirksversammlung Charlottenburg in das Amt des Bürgermeisters, das er auch nach dem Machtantritt der Nationalsozialisten bis zum Mai 1936 behielt, da er im Wesentlichen in ihrem Sinne agierte. Danach wurde er als Dezernent ins Reichsfinanzministerium berufen und 1940 zum Ministerialdirigenten ernannt.
Nach 1946 war er als Ministerialdirigent im Hessischen Finanzministerium tätig und übernahm dort die Leitung der Abteilung für den Finanz- und Lastenausgleich.
Er wohnte um 1918 in der Neuen Kantstraße 1 und ab 1935 Schützallee 136 in Berlin-Zehlendorf.